# Lasioglossum mandibulare
Lasioglossum mandibulare is een vliesvleugelig insect uit de familie Halictidae. De wetenschappelijke naam van de soort is voor het eerst geldig gepubliceerd in 1866 door Morawitz.